# Janus van Kasteren
Pas d'image ? Cliquez ici
Janus van Kasteren, né le 10 septembre 1986, est un pilote de rallye-raid néerlandais, spécialiste des courses de camions. Depuis 2018, il participe chaque année au rallye Dakar qu'il a remporté en 2023.
Janus van Kasteren Junior est entrepreneur à Veldhoven, il est le quatrième néerlandais à remporter le rallye Dakar dans la catégorie camion après Jan de Rooy, Hans Stacey et Gerard de Rooy.

## Résultats au Rallye Dakar
| Année | Catégorie | Marque  | Position | Victoires d’étapes |
| ----- | --------- | ------- | -------- | ------------------ |
| 2018  | Camion    | Renault | abd.     | -                  |
| 2019  | Camion    | Renault | abd.     | -                  |
| 2020  | Camion    | Iveco   | 6e       | -                  |
| 2022  | Camion    | Iveco   | 5e       | -                  |
| 2023  | Camion    | Iveco   | 1re      | 3                  |
| 2024  | Camion    | Iveco   | 4e       | 4                  |